# Parc national des Badlands
Pour les articles homonymes, voir Badlands.
Le parc national des Badlands (en anglais : Badlands National Park) est un parc national américain situé dans le sud-ouest de l'État du Dakota du Sud, au nord des Grandes Plaines.
Il conserve des paysages érodés (buttes, pinacles et flèches) et des prairies. La région est également riche en sites paléontologiques : le Badlands National Park dispose de nombreux fossiles de l'ère oligocène (34 à 23 millions d'années avant notre ère), permettant aux scientifiques d'étudier l'évolution des espèces de mammifères comme les chevaux, les moutons, les cochons et les rhinocéros.
Une zone particulière du parc (Stronghold unit) est gérée conjointement avec une tribu Sioux (Oglalas) et inclut des sites de Ghost Dances.

## Situation géographique

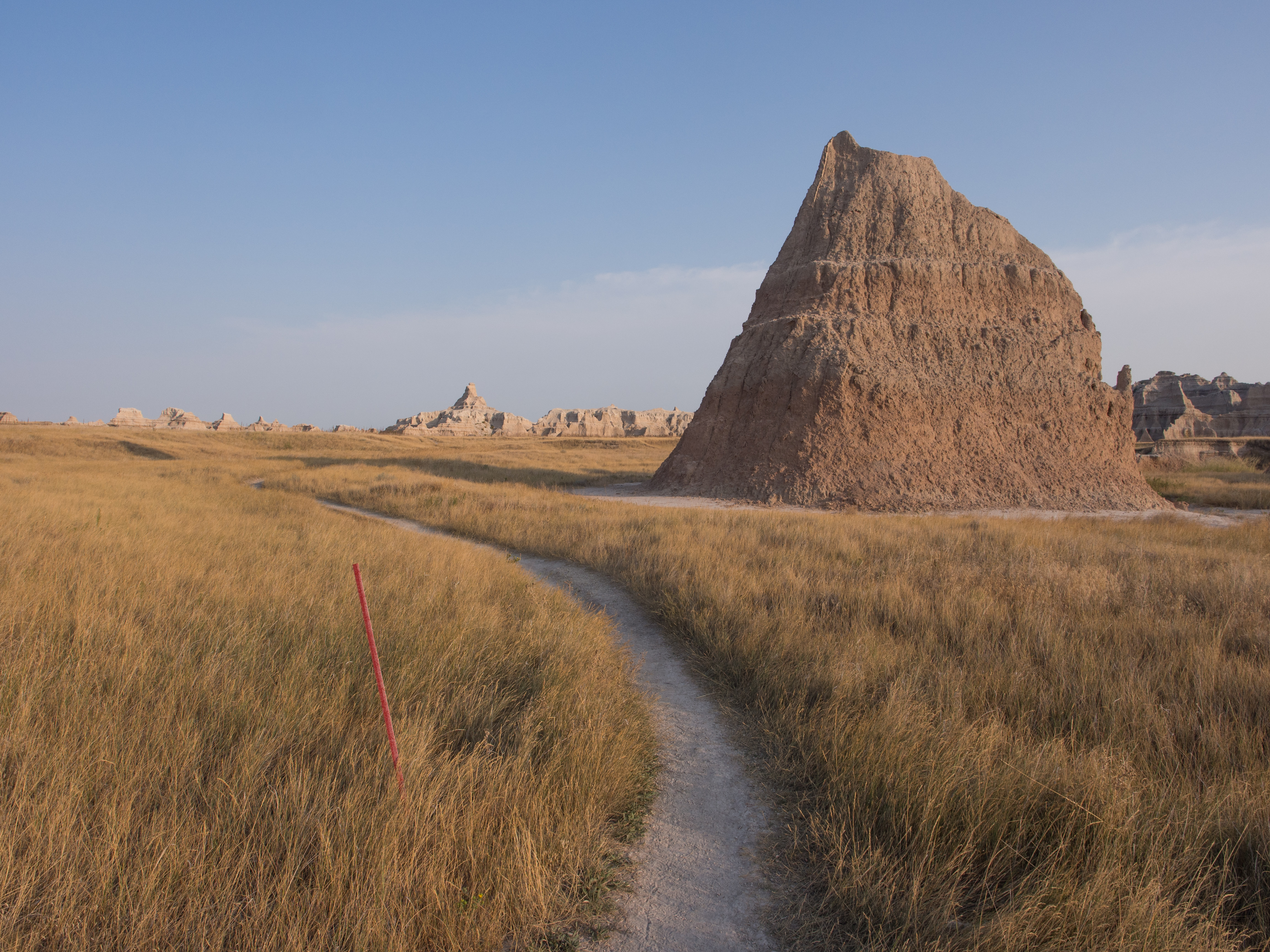
Vue depuis le Castle Trail.

Le parc national des Badlands est situé dans le Midwest des États-Unis, dans l'État du Dakota du Sud. Sa superficie dépasse 980 km2. Cette zone est bordée par la White River au sud et par la rivière Cheyenne au nord. Le parc d'État de Custer n'est situé qu'à une cinquantaine de kilomètres à l'ouest à vol d'oiseau.

## Géologie
Ce parc est situé sur un plateau érodé dont la formation remonte au Crétacé supérieur (environ 75 millions d'années). Il a été formé au cours des âges par des dépôts essentiellement sédimentaires (sable, limon, argile) peu solidifiés par cimentation. L'étude des différentes couches sédimentaires a permis de retracer l'histoire de cette région.

### Dépôts sédimentaires
Les plus anciennes formations, c'est-à-dire celles situées à la base des affleurements, datent du Crétacé supérieur (entre 75 et 69 millions d'années BP). Durant cette période, des sédiments se sont accumulés dans une mer peu profonde qui recouvrait la zone actuellement occupée par les Grandes Plaines. Il s'agissait essentiellement d'argiles noires, transformées par la suite en schiste noir présentant des fossiles d'ammonites, de reptiles marins et de coquilles de bivalves, ensemble confirmant l'origine marine.
Ces sédiments furent par la suite exondés lors d'un soulèvement de la région (les Black Hills, écho de l'élévation des montagnes Rocheuses). Les argiles noires furent alors lessivées et formèrent un sol fossile, de couleur jaune.
Puis au Priabonien (Eocène supérieur), entre −37 et −34 MA, la région, devenue une vaste plaine inondable, reçut de nouveaux apports sédimentaires, continentaux cette fois, apportés par des cours d'eau aux crues régulières. Dans la couche de sédiments gris correspondante, on a trouvé des fossiles d'alligators, ce qui montre que le climat à l'époque devait être du type subtropical et le milieu de dépôt de type forestier. On a aussi trouvé de nombreux fossiles de mammifères, comme Titanotheres, animal ressemblant à un rhinocéros.
Au Rupélien inférieur (Oligocène inférieur, −34 à −30 MA), le climat devint plus sec et la forêt céda la place à une savane ouverte. Les dépôts devinrent plus bruns, et les fossiles qu'ils contiennent montrent une évolution de la faune, avec l'apparition de fossiles de mammifères vivant en troupeau (Oreodonta, qui ressemblaient à un hippopotame, mais des dimensions d'un mouton). Des couches de sable intercalées, transformées en grès, montrent l'emplacement de lits de rivières anciennes en provenance des Black Hills. On trouve par place, dans cette formation, des couches rouges correspondant à des sols fossiles. Au sommet de cette couche de roches sédimentaires, on trouve une couche épaisse de cendres volcaniques, d'origine incertaine, sans doute assez loin à l'ouest.
Au Rupélien supérieur (−30 à −28 MA) se déposa une couche de sédiments de teinte plus claire, sous l'action de l'eau et du vent, dans un climat encore plus sec. Ces couches sont intercalées de cendres volcaniques. Cette couche est la plus récente qui existe dans le parc.

### L'érosion récente
La vaste plaine inondable commença à se creuser sous l'action de cours d'eau il y a 0,5 MA et continue de nos jours. Ce sont ces sédiments riches en fossiles qui, après érosion, formèrent ce paysage particulier appelé badlands. Dans ces terrains argileux ou argilo-marneux, le ravinement intense a sculpté les pentes de roches tendres entourant d'anciennes vallées désormais asséchées. Cette érosion est rapide (environ 2,5 cm/an), du fait de la relative tendreté des roches argileuses.
Les sédiments libérés par l'érosion sont pris en charge en fin de compte par les rivières White River, Cheyenne et Bad Biver, qui font partie du bassin de drainage du Missouri, lui-même affluent du Mississippi,.

### Paléontologie

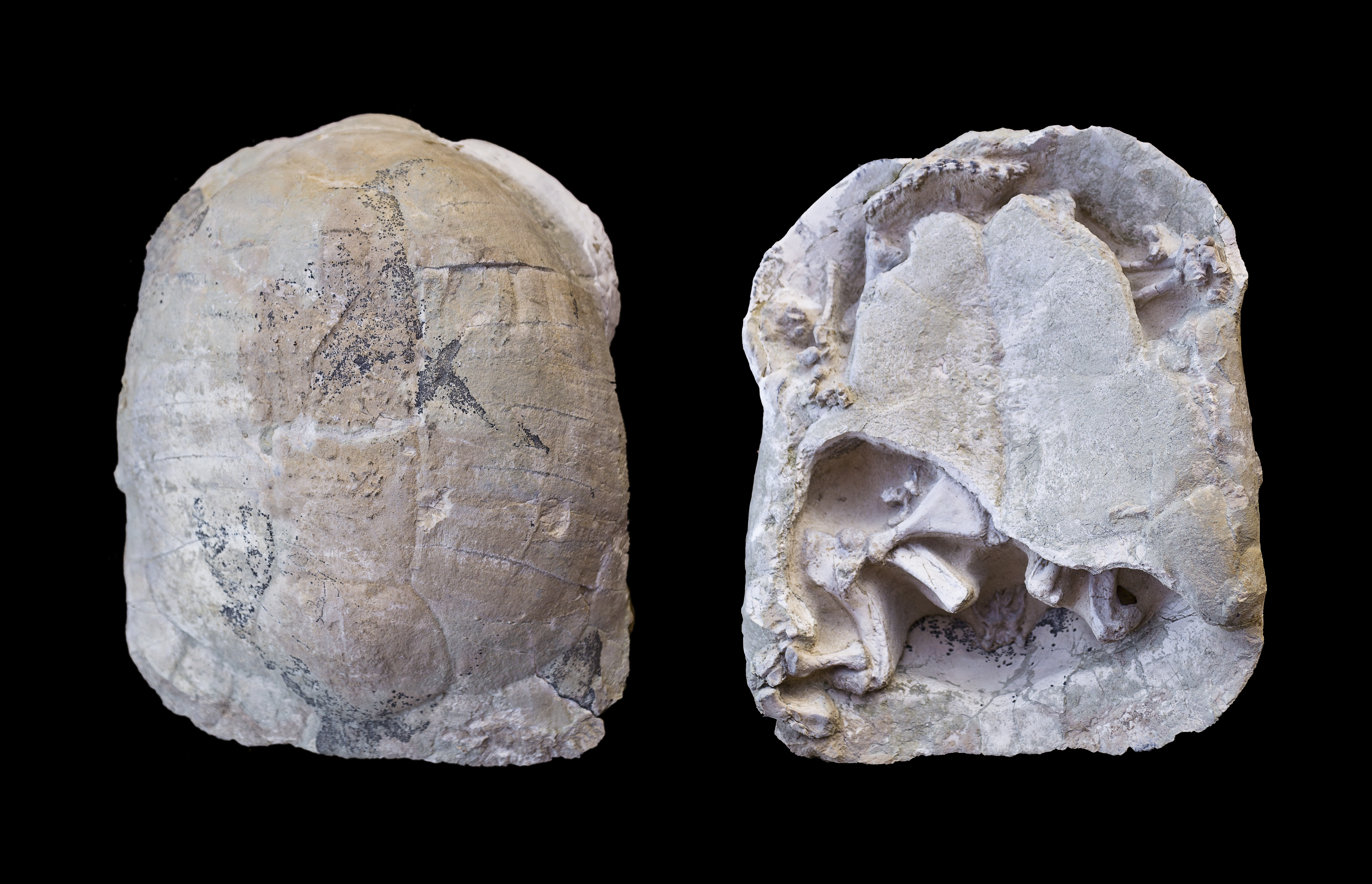
Stylemys nebrascensis - Oligocène

De nombreux fossiles de l'Éocène tardif et de l'Oligocène ont été mis au jour dans ce parc.
Les genres les plus marquants sont :
- Archaeotherium (un Entélodonte),
- Dinictis, Eusmilus et Hoplophoneus (tous les trois de la famille des Nimravidae),
- Eporeodon,
- Merycoidodon et Miniochoerus (trois genres appartenant à la famille des Oréodontes),
- Hyracodon,
- Metamynodon et Subhyracodon (qui ressemblaient à des rhinocéros),
- Hyaenodon (un Créodonte),
- Ischyromys (rongeur ressemblant à un Spermophile),
- Leptomeryx (Tragulidae) et Poebrotherium (Camelidae)
- Stylemys (Testudinidae)

## Climat
Le climat du parc est très variable sur l'année, et imprévisible sur une journée. Les températures annuelles varient de −4 à 47 °C ; les étés sont chauds et secs, avec des épisodes orageux où de grandes quantités d'eau tombent sur une courte période, avec violence, provoquant un intense ravinement. Les hivers sont généralement froids, avec des chutes de neige représentant entre 30 et 60 cm de neige par an, ce qui est étonnant dans cette région subdésertique. Le vent est de plus généralement assez fort dans cette région.
| Mois                              | jan. | fév. | mars | avril | mai | juin | jui. | août | sep. | oct. | nov. | déc. |
| --------------------------------- | ---- | ---- | ---- | ----- | --- | ---- | ---- | ---- | ---- | ---- | ---- | ---- |
| Température minimale moyenne (°C) | −12  | −9   | −4   | 2     | 8   | 13   | 16   | 16   | 11   | 4    | −3   | −8   |
| Température maximale moyenne (°C) | 1    | 4    | 9    | 16    | 22  | 28   | 33   | 33   | 27   | 20   | 10   | 4    |
| Précipitations (mm)               | 7    | 12   | 22   | 45    | 70  | 79   | 49   | 37   | 31   | 23   | 10   | 8    |

## Faune et flore

### Faune
Les espèces animales les plus notables du parc sont le coyote, le porc-épic, le mouflon canadien, le lynx roux, la pie à bec noir d'Amérique, le bison d'Amérique du Nord, le crotale des prairies, le chien de prairie à queue noire, le renard véloce et le putois à pieds noirs.

#### Mammifères

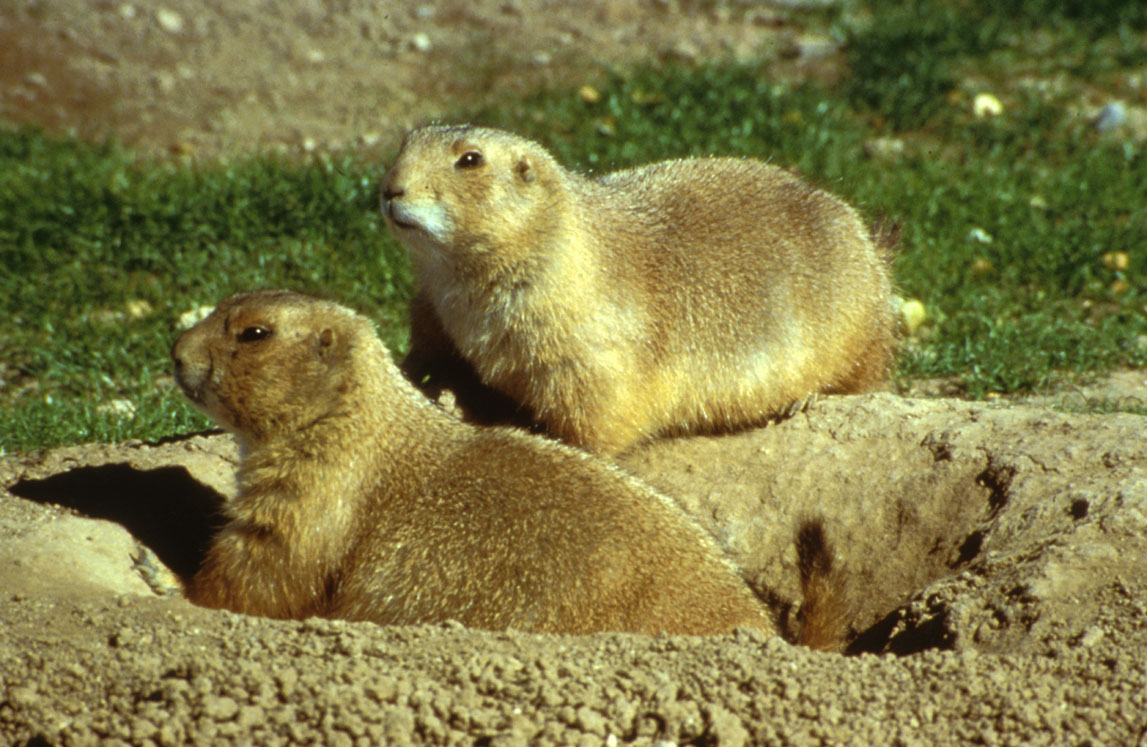
Les rongeurs sont très répandus dans le parc national des Badlands, comme le chien de prairie à queue noire.

Du fait de sa végétation steppique, le parc accueille des troupeaux d'herbivores comme le cerf hémione (Odocoileus hemionus), le pronghorn (Antilocapra americana), ou le bison d'Amérique du Nord (Bison bison).
Outre ces grands herbivores, les rongeurs sont très nombreux à exploiter les graminées et autres végétaux de la prairie, ainsi que (pour certains) des petits animaux se nourrissant de cette manne végétale. Les rongeurs les plus communs du parc sont le lapin d'Audubon (Sylvilagus audubonii), le tamia mineur (Eutamius minimus), le spermophile rayé (Spermophilus tridecemlineatusi), le chien de prairie à queue noire (Cynomys ludovicianus), le gaufre gris (Thomomys talpoides), la souris à abajoues flavescente (Perognathus fasciatus), la plains harvest mouse (Reithrodontomys montanus), la souris sylvestre (Peromyscus maniculatus), la souris sauterelle (Onychomys leucogaster) qui est carnivore, le rat à queue touffue (Neotoma cinerea), le campagnol des Prairies (Microtus ochrogaster), le campagnol de Pennsylvanie (Microtus pennsylvanicus), la souris commune (Mus musculus) et le porc-épic (Erethizon dorsatum).
Le mammifère prédateur le plus commun est le coyote (Canis latrans).

#### Oiseaux

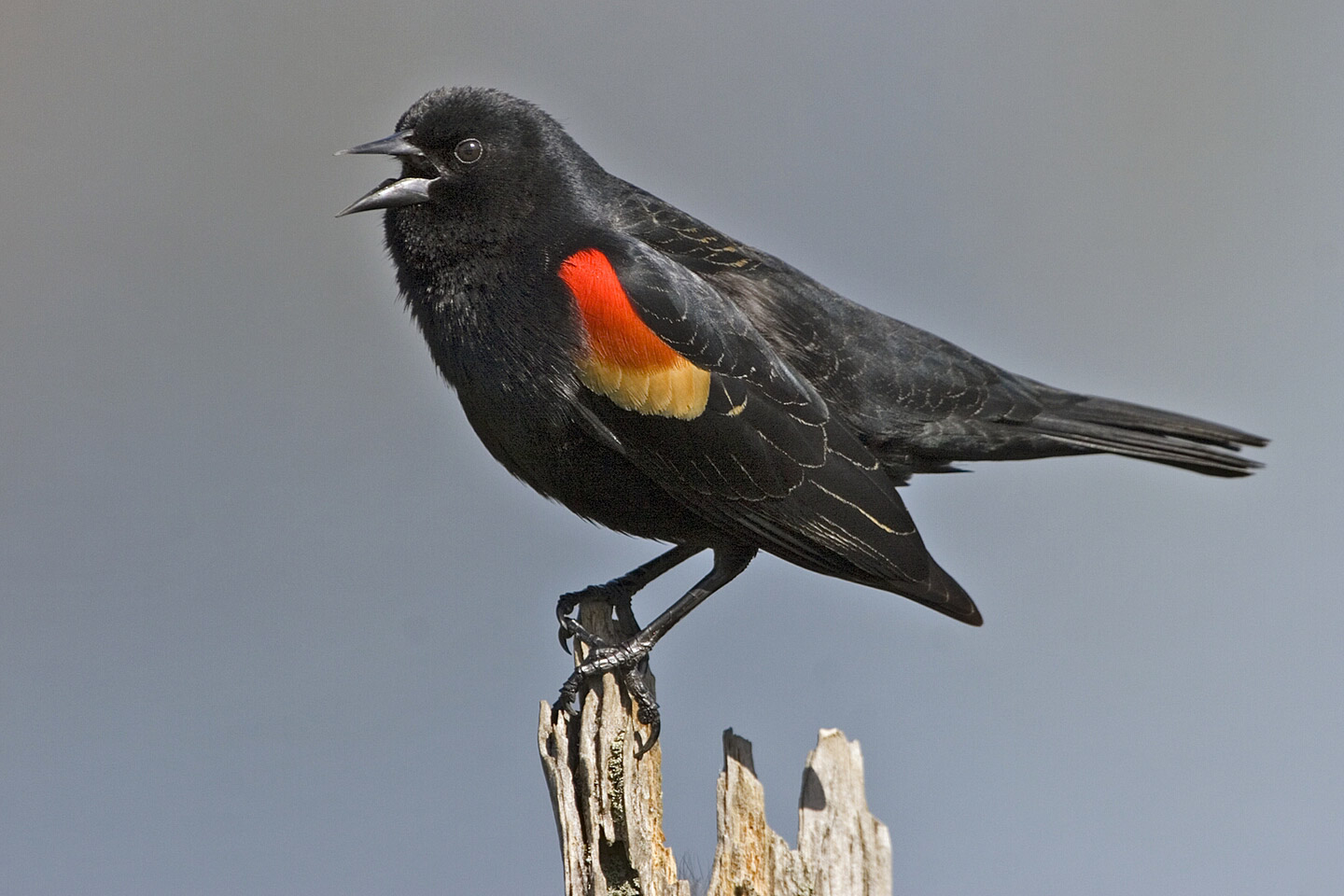
Le carouge à épaulettes (ici, un mâle) est une des espèces d'oiseaux abondantes dans le parc national des Badlands.

215 espèces d'oiseaux ont été recensées dans le parc. Les espèces les plus communes sont la tourterelle triste (Zenaida macroura), l'alouette hausse-col (Eremophila alpestris), l'hirondelle à front blanc (Petrochelidon pyrrhonota), l'hirondelle rustique (Hirundo rustica), la pie à bec noir d'Amérique (Pica hudsonia), le bruant noir et blanc (Calamospiza melanocorys), le bruant sauterelle (Ammodramus savannarum), le carouge à épaulettes (Agelaius phoeniceus) et la sturnelle de l'Ouest (Sturnella neglecta). Les grues du Canada (Grus canadensis) et les bruants hudsoniens (Spizella arborea), bien qu'abondants eux aussi (surtout en période de migration), ne nichent pas dans les frontières du parc

#### Autres vertébrés
Le parc abrite plusieurs espèces d'amphibiens (salamandres, crapauds et grenouilles), mais les plus communs sont la rainette faux-grillon de l'Ouest (Pseudacris triseriata), la grenouille léopard (Rana pipiens) et le crapaud de Woodhouse (Anaxyrus woodhousii).
Si les lézards sont rares dans le parc, il existe par contre plusieurs espèces de serpents, particulièrement Coluber constrictor flaviventris, Pituophis melanoleucus, Thamnophis radix, Thamnophis sirtalis, et crotalus viridis viridis.

#### Réintroductions dans le parc

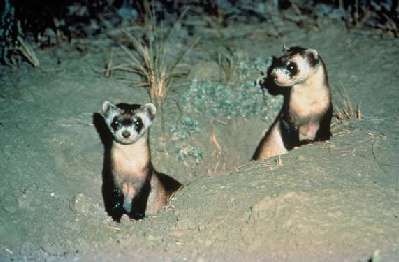
Le putois à pieds noirs, sauvé in extremis de l'extinction.

Le mouflon, le bison, le renard et le putois ont en fait été réintroduit dans le parc après leur extermination dans cette région.
Le mouflon a disparu de cette région pendant près de 40 ans : le dernier spécimen connu dans les Badlands a été abattu en 1926 et en 1964, l'espèce a été réintroduite dans le parc. Le bison, lui, a disparu de cette zone dans les années 1880 et a été réintroduit en 1963, après plus de 80 ans d'éclipse. Le putois à pieds noirs est le mammifère terrestre le plus menacé d'Amérique du Nord. Considéré comme « éteint à l'état sauvage » dans les années 1970, on a fini par découvrir en 1981 une petite population sauvage dans le Wyoming. Par croisement avec des individus captifs, on a obtenu des individus qui ont été réintroduits dans des zones bien précises (c'est-à-dire protégées et présentant une bonne population de chiens de prairie, proie de prédilection du putois). Ils ont été réintroduits dans le parc des Badlands en 1994. Actuellement[Quand ?], une trentaine d'individus vivent dans le parc.

### Flore
Le parc est couvert à 50 % de prairies mixtes. De nombreuses espèces d'herbe et de plantes à fleurs ont été recensées, mais aussi quelques arbres et buissons qui survivent dans le climat subdésertique. L'administration du parc lutte aussi contre près de 70 espèces invasives, apportées accidentellement ou volontairement par les colons européens.

## Histoire

### Amérindiens

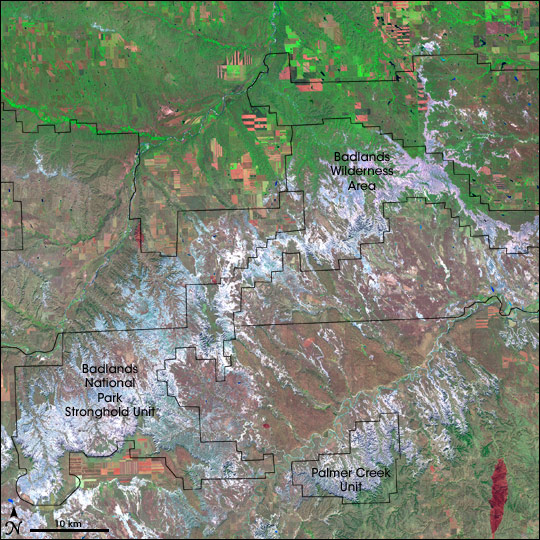
Carte du parc.

Pendant près de 11 000 ans, les Amérindiens utilisent la région comme terrain de chasse. Les traces archéologiques, ainsi que les traditions orales, indiquent que des tribus d'Arikaras vivent dans les vallées où coulent des eaux vives et où il y a du gibier à proximité tout au long de l'année. On retrouve des pierres et traces de charbon montrant l'emplacement de campements, ainsi que des pointes de flèche et des outils utilisés pour découper le gibier. Il y a 150 ans, sont arrivés les Sioux, notamment les Oglalas, qui chassent ces populations vers le nord. Vers la fin du XIXe siècle, des colons européens s'installent dans le Dakota du Sud, et le gouvernement fédéral des États-Unis force les Amérindiens à vivre dans des réserves. En 1890, des nombreux Amérindiens, dont les Oglalas, suivent le prophète Wovoka dont les visions demandent aux peuples amérindiens de danser la Ghost Dance (danse des esprits) en portant des Ghost Shirts (chemises des esprits), prétendument invulnérables aux balles, afin de « faire disparaître l'homme blanc » et récupérer leurs terrains de chasse. L'une des dernières Ghost Dance a lieu dans la South Unit du parc national des Badlands. Peu après, prend place un affrontement entre les Amérindiens, menés par le chef Sioux Big Foot, et les militaires américains, qui conduit au massacre de Wounded Knee, dernier affrontement important jusqu'aux mouvements de libération des Amérindiens dans les années 1970, dont l'occupation de Wounded Knee par l'American Indian Movement, en 1973 dans le Dakota du Sud.

### Homestead Act
Bien que le Homestead Act date de 1862, ce n'est qu'au XXe siècle que des fermiers provenant de la côte Est des États-Unis ou d'Europe commencent à mettre cette région difficile en valeur. Le Homestead Act attribue environ 65 ha ; or il s'avère que cette superficie est insuffisante pour des terres aussi difficiles en climat semi-aride. Cependant, certains parviennent à subsister, vivant à cause du manque de bois dans des cabanes construites avec des blocs de pelouse et se chauffant avec de la bouse de bison séchée. Cependant, dans les années 1930, le Dust Bowl, ainsi que des vagues de nuées de sauterelles provoquent l'abandon de nombreuses exploitations agricoles. Il existe cependant toujours actuellement quelques exploitations possédant un élevage de bétail et produisant des graminées, notamment du blé d'hiver.

### De nos jours
Reconnu monument national en 1939, le parc a acquis le statut de parc national en 1978.

## Les Badlands dans la littérature
Lors de son périple à travers les États-Unis entrepris fin 1960 et décrit dans le récit de voyage intitulé Voyage avec Charley, l’écrivain John Steinbeck vint aussi à parcourir les Bad Lands, qu’il décrit comme suit dans son ouvrage : 

« […] Je n’étais pas préparé aux Bad Lands. Ceux-ci méritent bien leur nom. Ils semblent être l’œuvre d’un enfant mauvais. Un tel lieu aurait pu être bâti par les anges déchus en guise de malveillante barrière devant le paradis céleste, barrière sèche et escarpée, désolée et dangereuse, et, pour moi, remplie de pressentiment. La signification qui s’en dégage est que ce lieu n’aime pas les humains et que ceux-ci n’y sont pas les bienvenus. Mais les humains étant ce qu’ils sont, et étant moi-même un humain, je quittai la grande voie pour virer sur une route schisteuse et m’enfoncer parmi les buttes, mais avec une pudeur comme si j’écrasais une fête de famille. La surface de la route tiraillait méchamment sur mes pneus et portait les amortisseurs surchargés de Rocinante à crier avec angoisse. C’est vraiment un endroit pour troglodytes, ou mieux : pour trolls. Et puis il y a cette chose bizarre : autant je me sentais indésiré dans cette contrée, autant il me répugne d’écrire sur elle. »

Quelques pages plus loin cependant, avec la tombée du jour, sa perception du paysage avait changé du tout au tout :

« J’entrai dans un état de fuite, galopant pour m’éloigner du lugubre paysage. C’est alors que l’après-midi sur sa fin changea tout. Comme le soleil s’inclinait, les buttes et les coulées, les falaises et les collines et ravines sculptées perdirent leur aspect brûlé et effrayant et resplendissaient de leur jaune et de leurs riches teintes de brun et de cent variations de rouge et de gris argenté, toutes teintes que faisaient ressortir des traînées de noir de charbon. C’était si beau que je m’arrêtai près d’un bosquet de cèdres nains gauchis par le vent et de genévriers, et sitôt immobilisé, je fus saisi, figé dans la couleur et ébloui par la clarté de la lumière. Contre le soleil en déclin, les créneaux étaient sombres et nettement délinéés, tandis que vers l’est, où la lumière s’écoulait sans entrave en suivant sa pente, l’étrange paysage rugissait de couleur. Et la nuit, loin d’être redoutable, était aimable au-delà de ce qui est imaginable, car les étoiles étaient proches et, quoiqu’il ne faisait pas de lune, la luminosité des étoiles produisait une lueur argentée dans le ciel. […] Pour le seul plaisir, je ramassai un tas de branches de cèdre mortes et sèches et allumai un petit feu, rien que pour sentir le parfum du bois en train de brûler et d’entendre les craquements précipités des branches. […] C’est l’un des rares endoits qu’il m’a été donné de voir, où la nuit était plus affable que le jour. Et je conçois facilement à présent comment des gens peuvent être amenés à retourner dans les Bad Lands . »

## Galerie

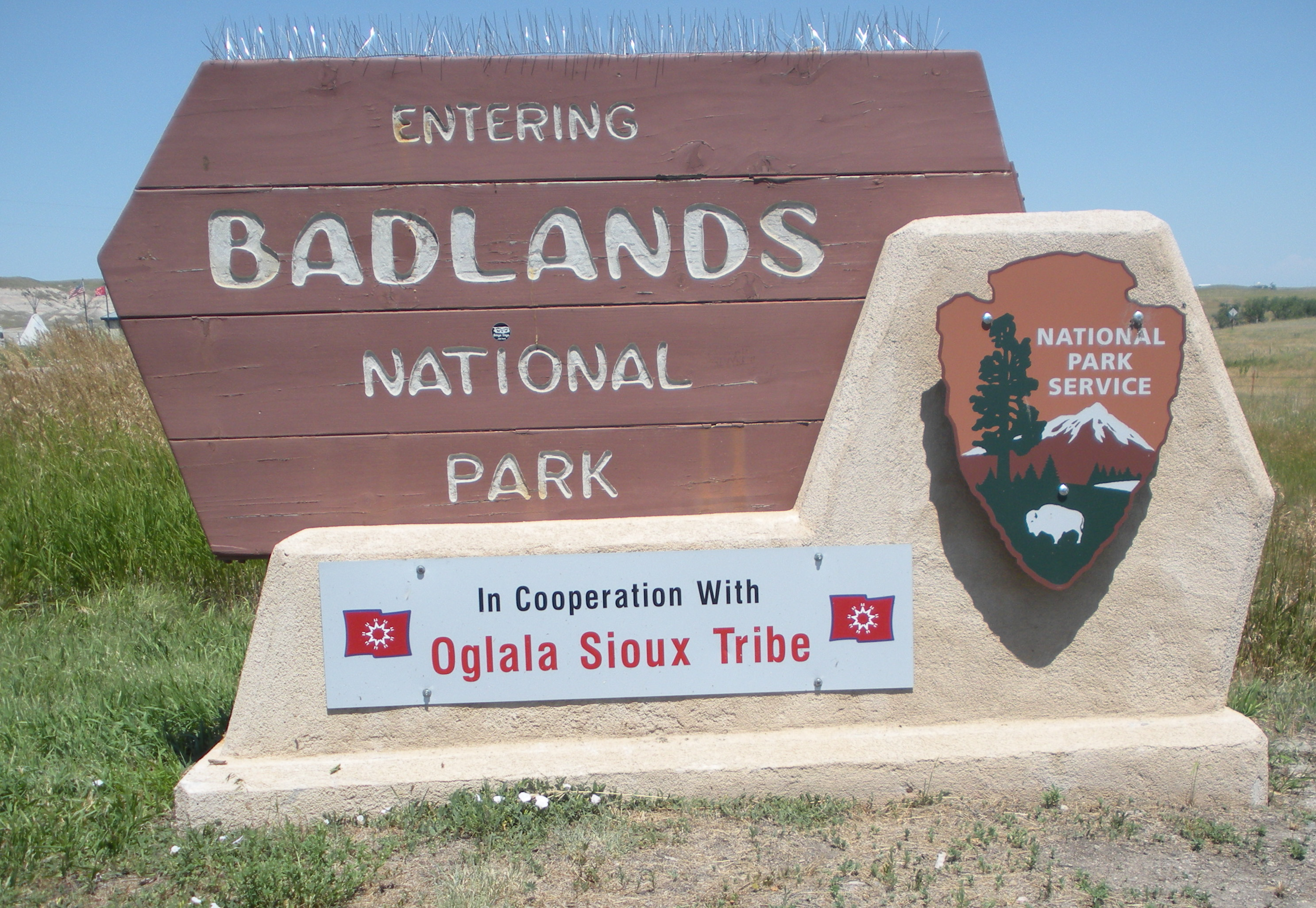
L'entrée du Parc Badlands
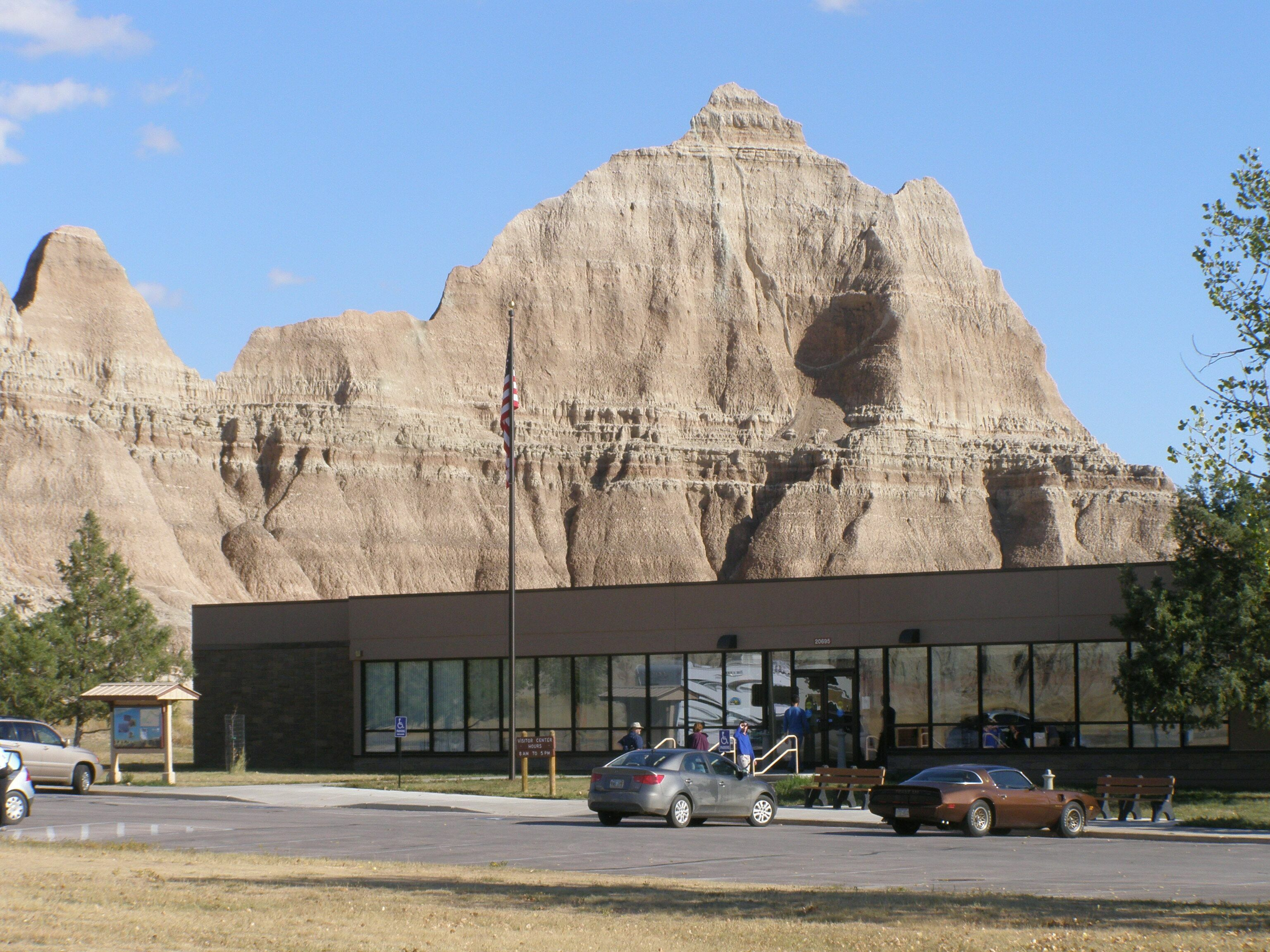
Centre de visiteurs
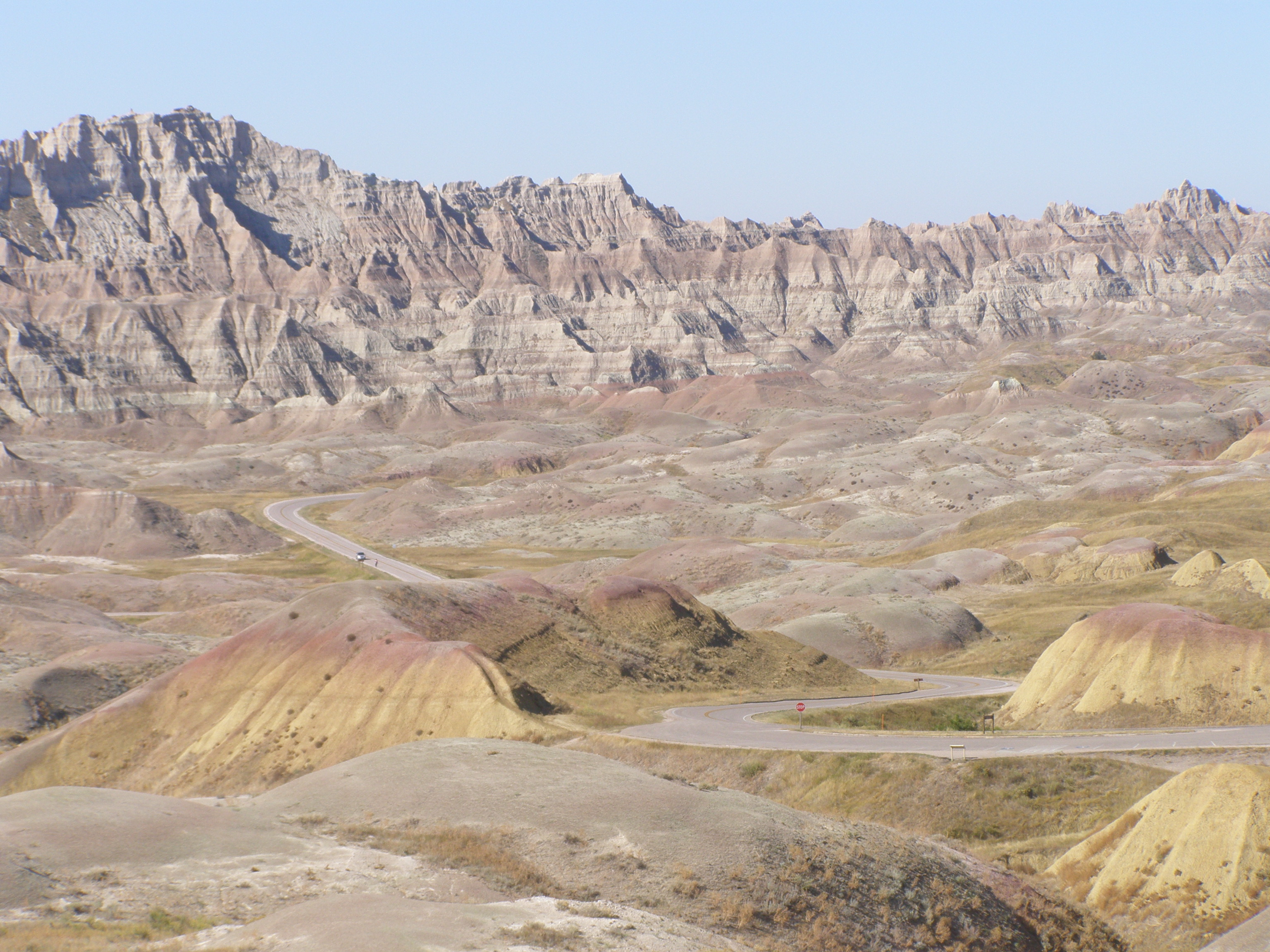
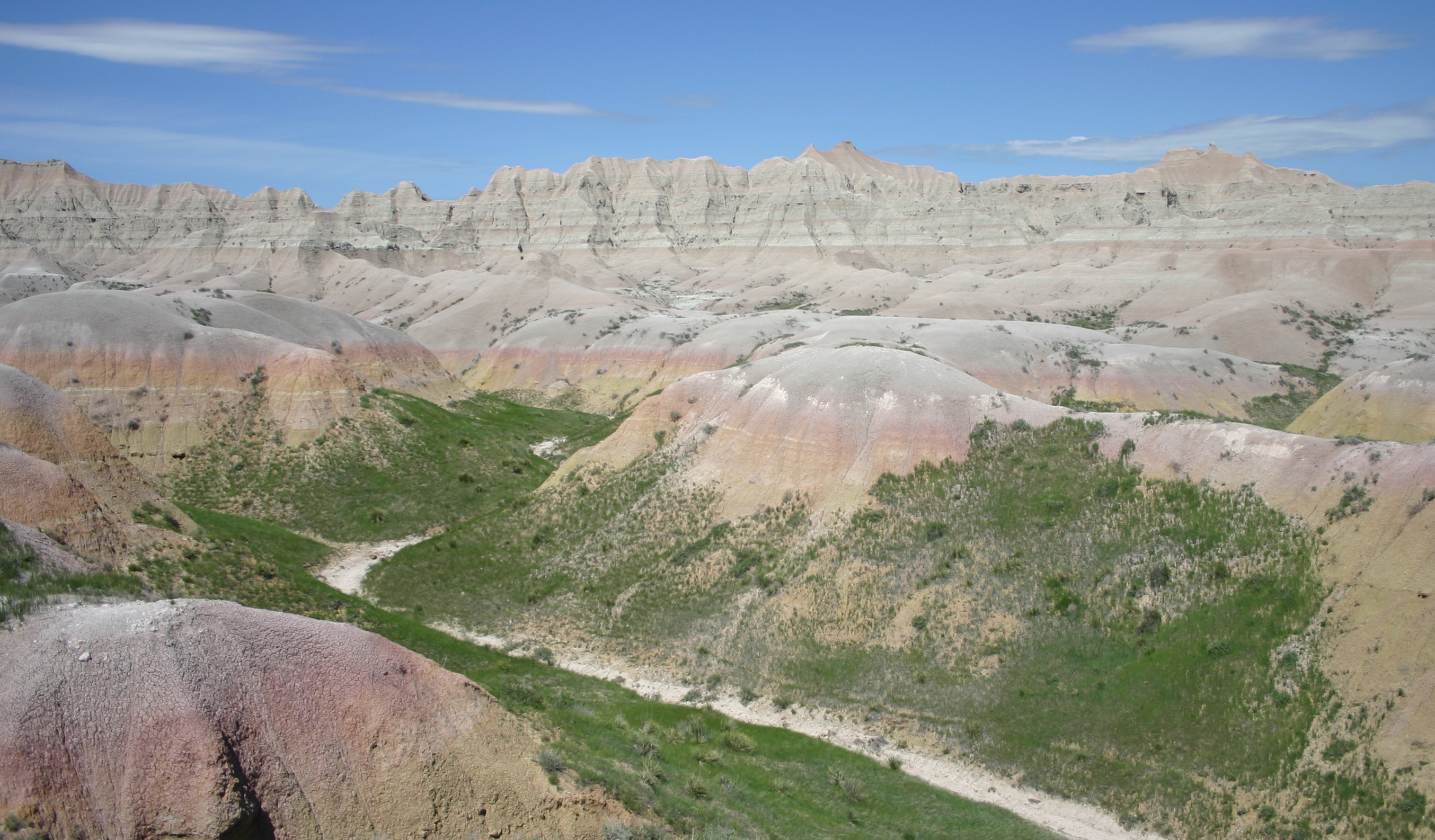
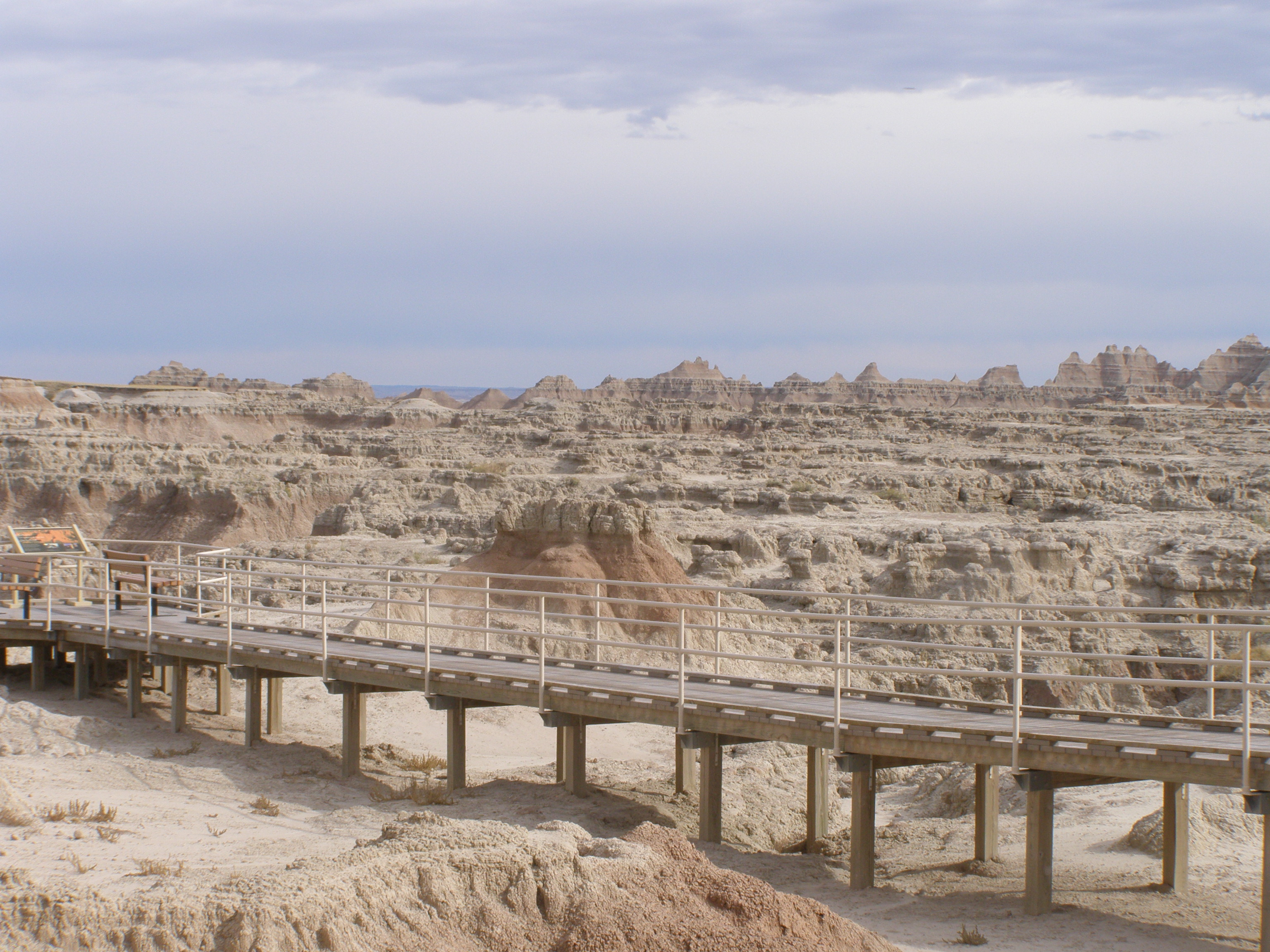
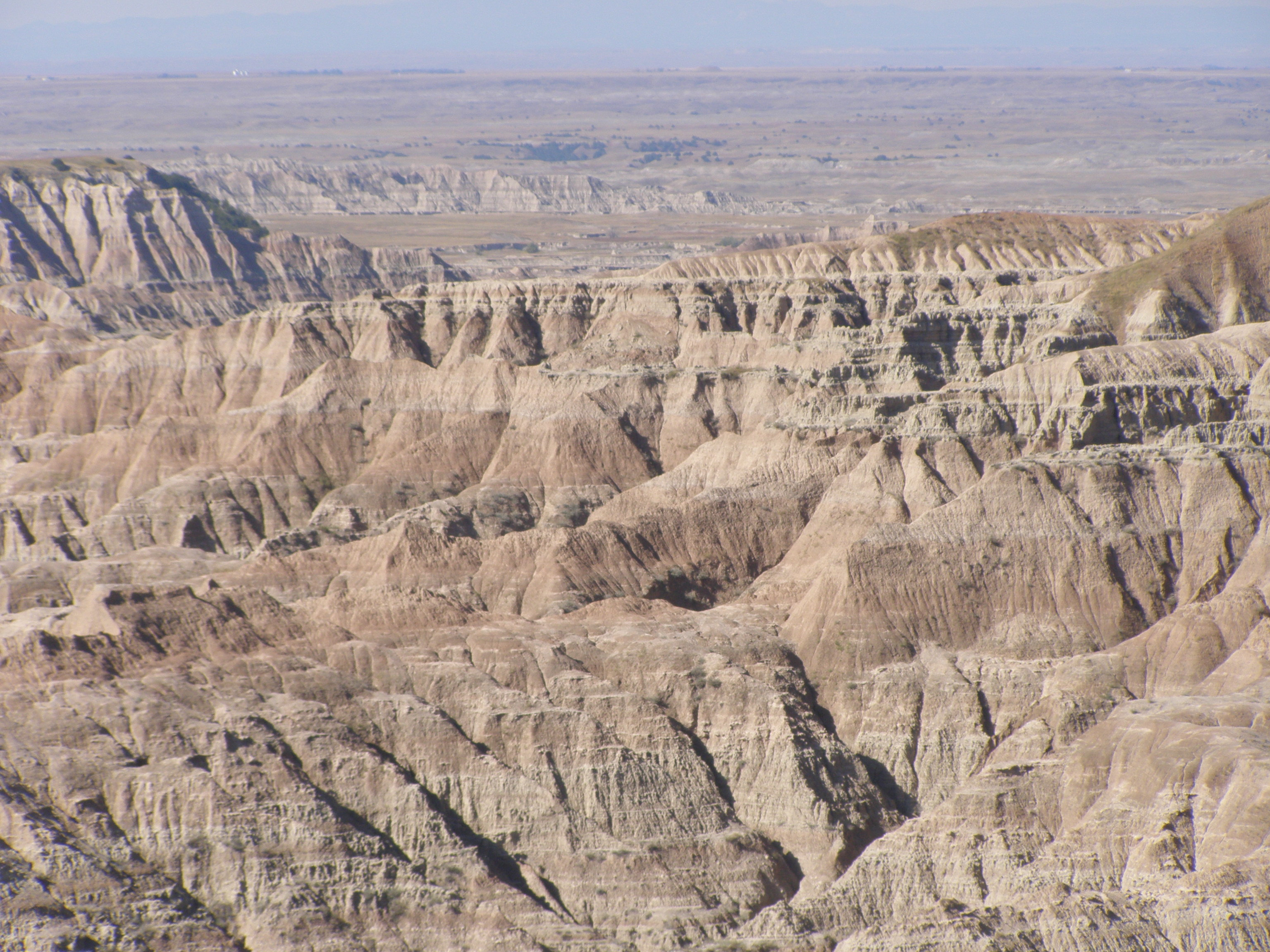
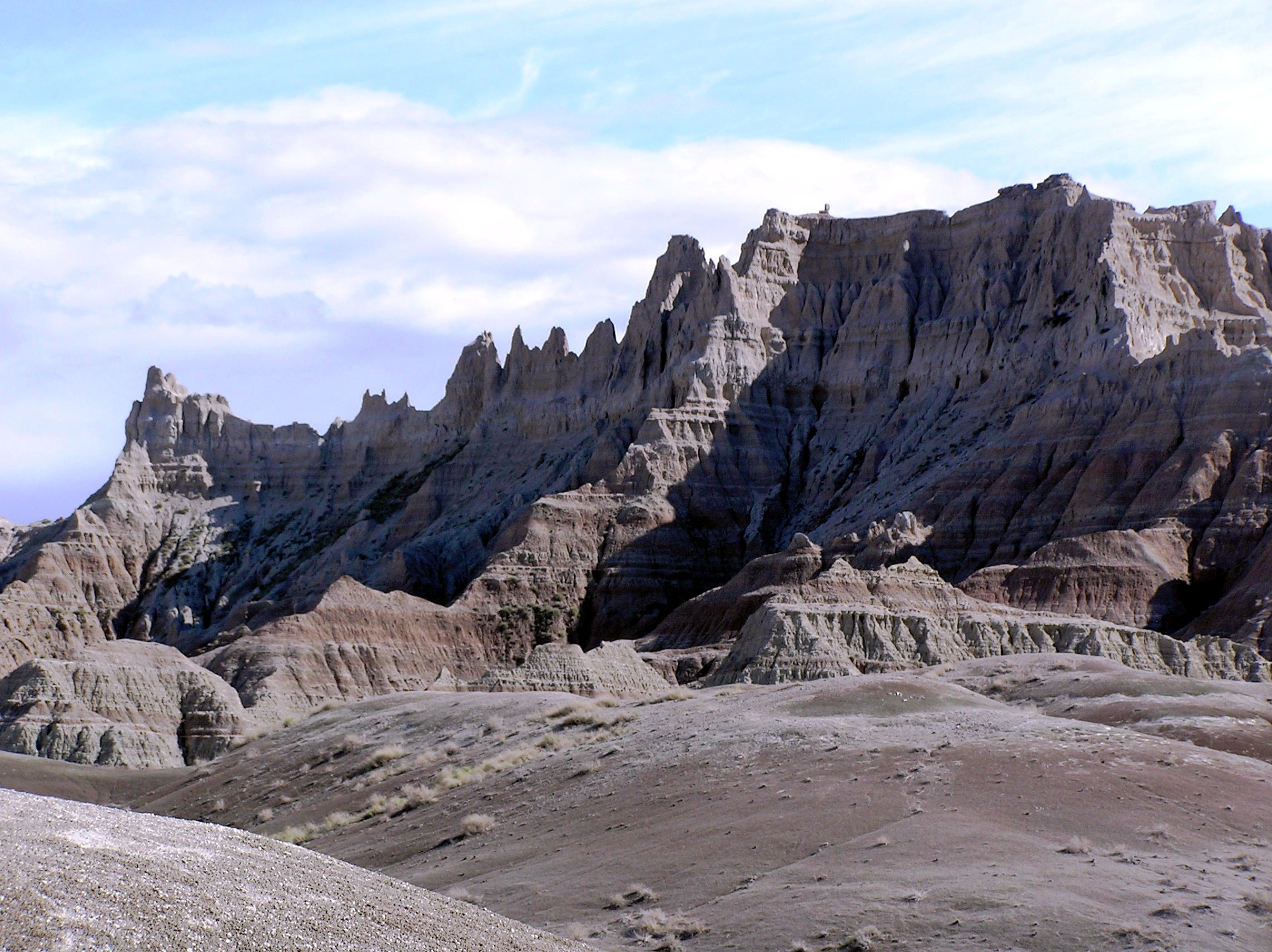
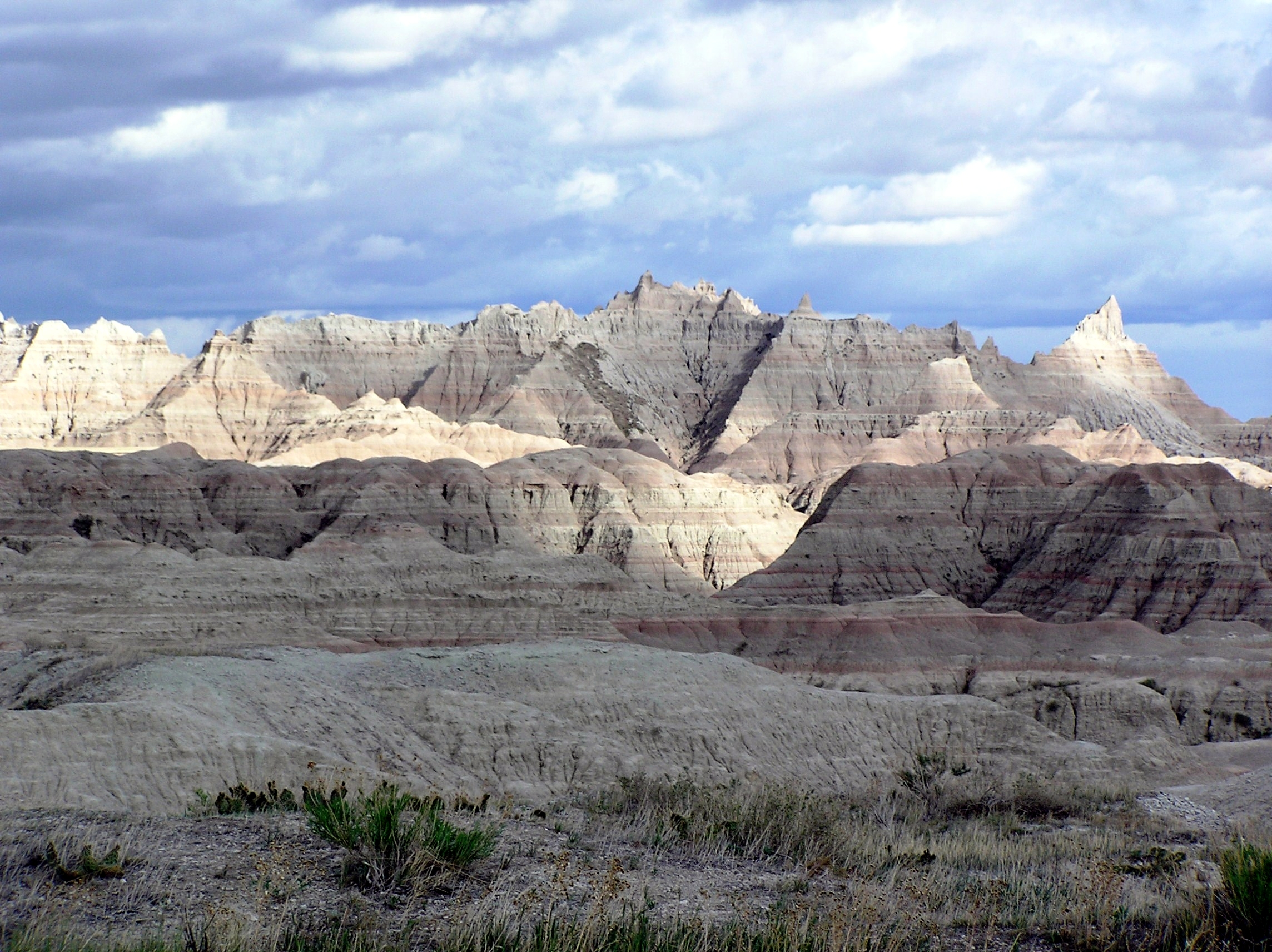
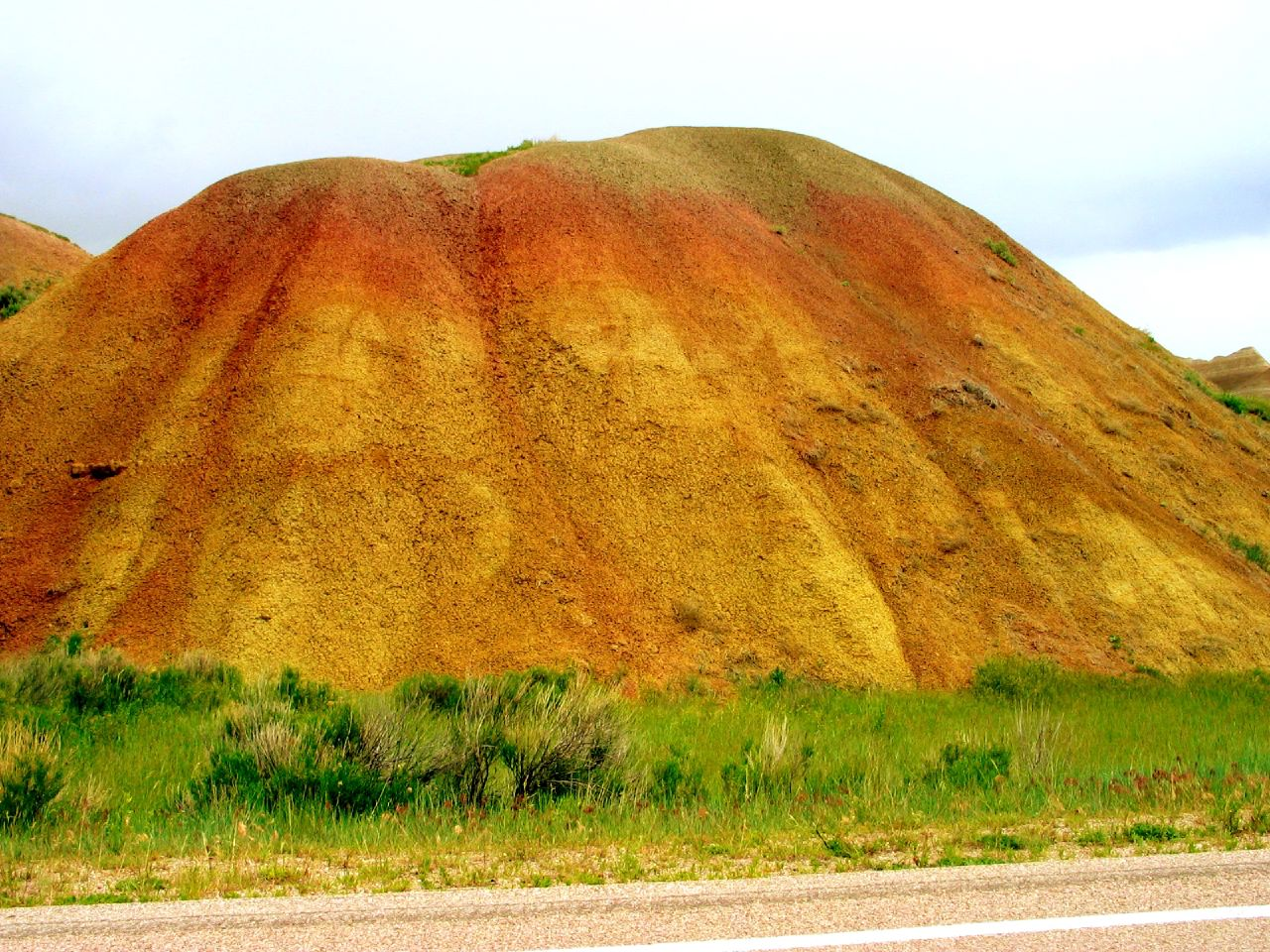
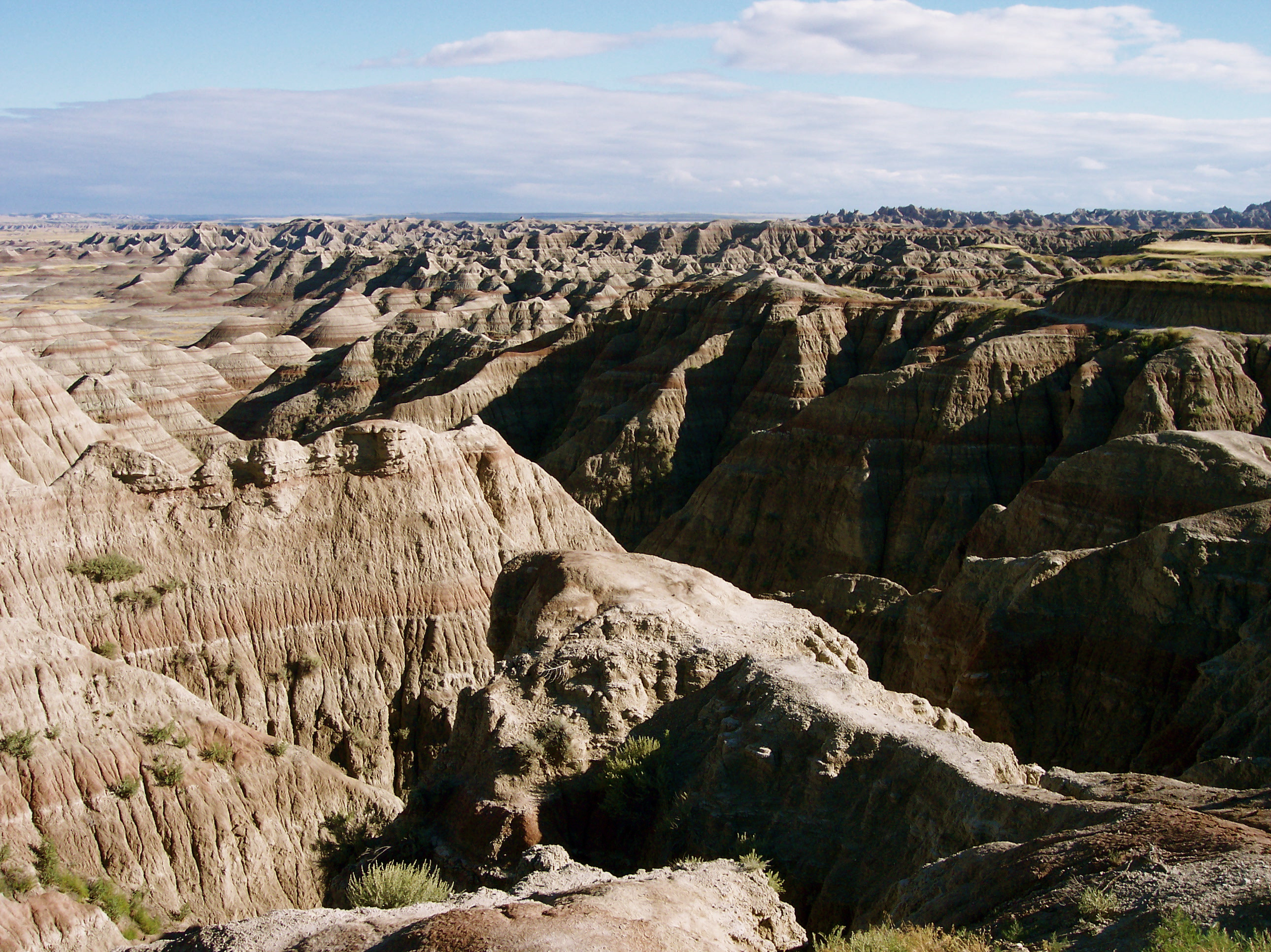
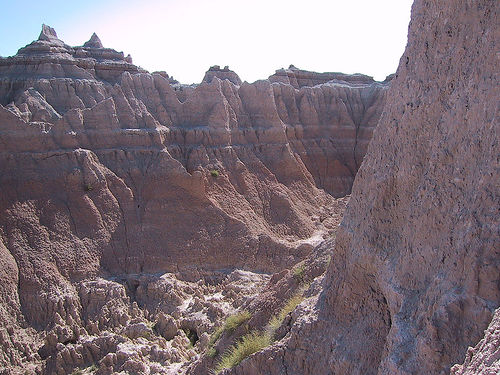
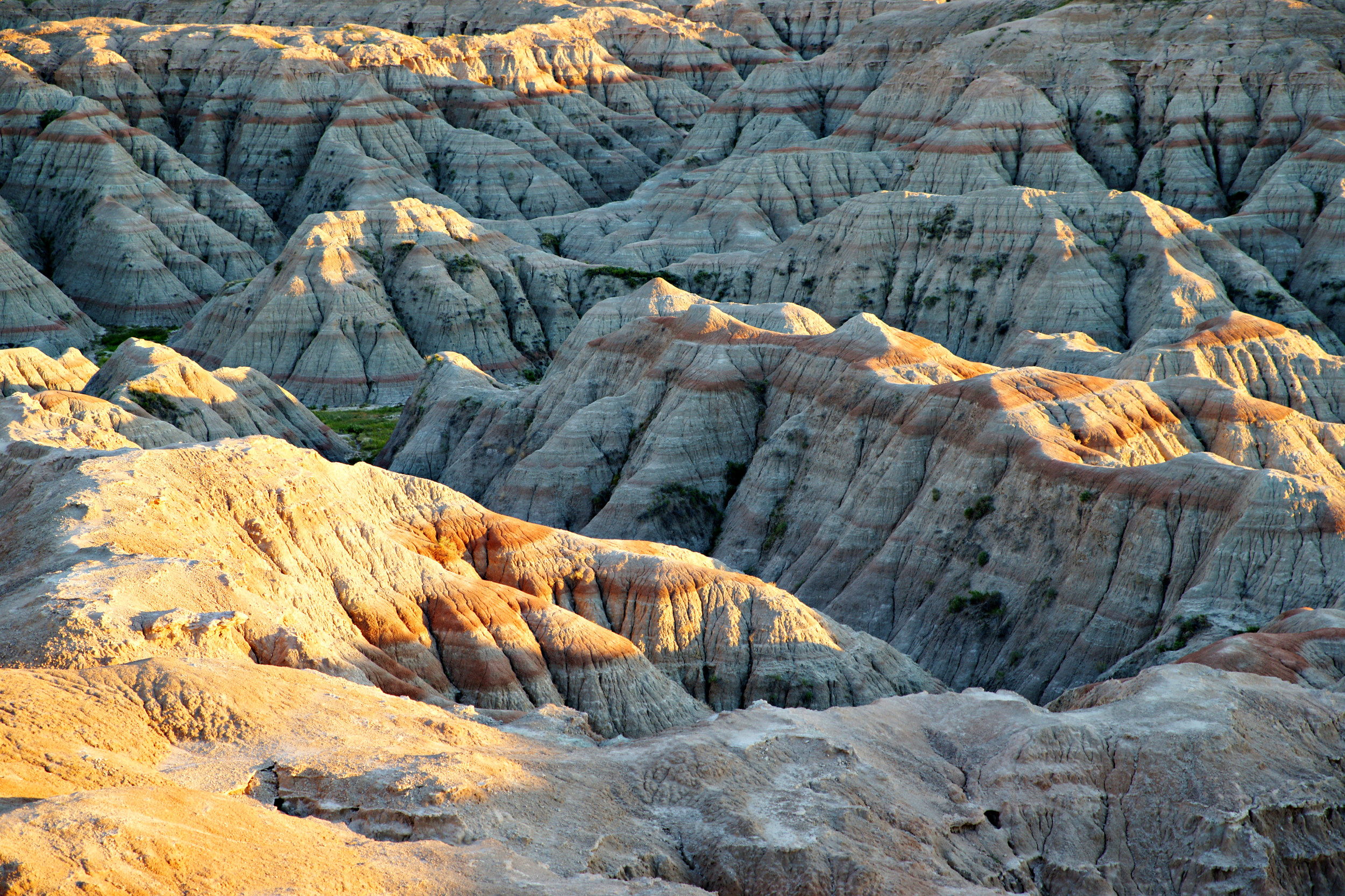
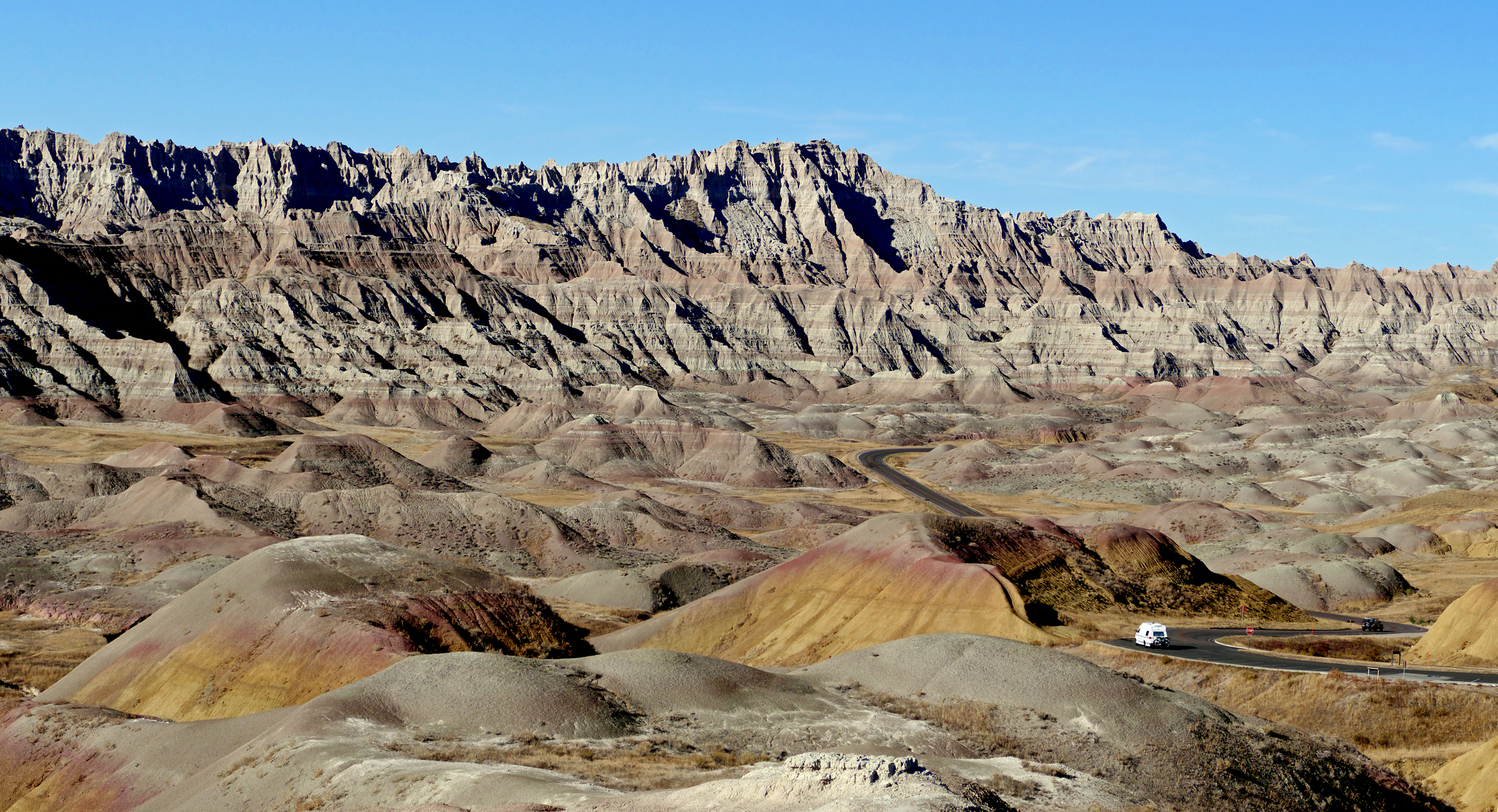
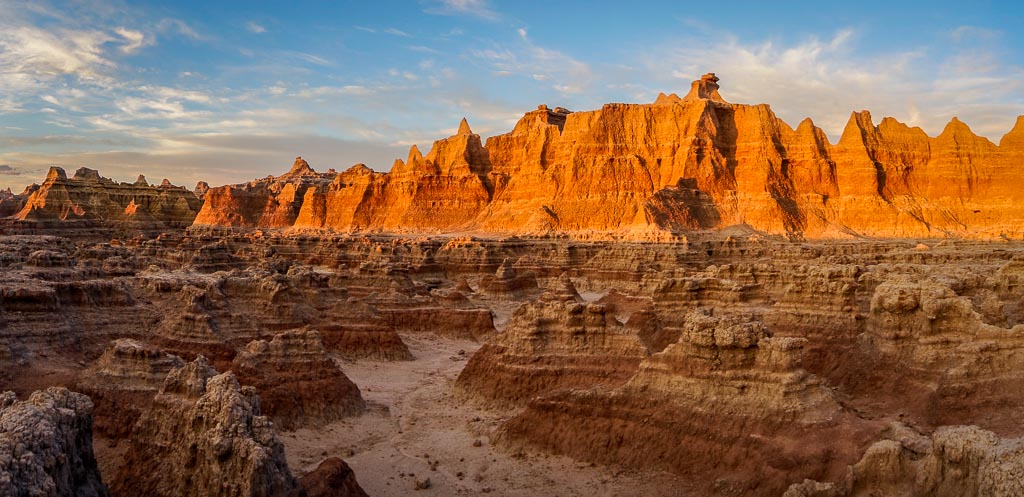